# ミューコム
ミューコム（mucom）は、テレビ神奈川（tvk）の子会社、株式会社tvkコミュニケーションズにかつて存在した社内カンパニー。音楽著作権管理、音楽出版業務、放送番組制作などを主業務としていた。かつてはtvkの子会社「株式会社ミューコム」であったが、2007年に旧ミューコムを含む子会社4社が合併、tvkコミュニケーションズのミューコムカンパニーとなったのち、2015年3月末の組織改編で社内カンパニー制が廃止され、同社内の各事業部に再編された。

## 会社の概要
1974年にTVK音楽出版として設立、版権管理などを行っていた。その後、1987年からTVKの音楽系番組の制作を行なうようになる。1989年から対外ブランド名称（愛称）として「TVKミューコム」を使用するようになり、2001年からミューコムとなった。2007年8月、他のtvk子会社と合併、tvkコミュニケーションズの社内カンパニーとしてミューコムカンパニーとなったが、tvk本体の機構改革に伴い、関連会社における重複事業などの再編のため2015年3月31日をもって「社内カンパニー制」は廃止、カンパニー4社は各部署に再編された。
なお、番組制作においては他局の番組は手がけないことが原則である事からミューコム単独で番組制作を行うことは無いに等しく、実質tvkの報道制作局の音楽班と呼ばれるグループと一体になっていた。

## 主な制作番組
（過去に制作された番組、現在も放送されている番組を問わず、ジャンル別に列記）
ライブ関連番組
- Live TOMATO
- LIVE Y
- ライブ帝国

音楽情報番組
- ファンキートマト
- ミュージックトマト
- CLUB CHR
- ファントマ2
- Music Chat
- Mutoma JAPAN
- saku saku
- 伊藤政則のROCK CITY
- billboard TOP40

ビデオクリップ紹介番組
- ミュージックトマトJAPAN
- 音楽缶
- PPV
- RHYTHMIC
- SONY MUSIC TV
- mucom5（「5」以外にも「15」「10」等が存在した

## ミューコムが版権を持つ海外アーティスト
- モンキーズ

→（「デイドリーム・ビリーバー」のPVは他局では必ず「協力：tvk」「協力：テレビ神奈川」の字幕が出る）